# URL-förkortare
URL-förkortare eller länkförkortare används för att korta ner en lång URL (webbadress) till en kort, oftast sker det via en extern tjänst till exempel Bitly, goo.gl eller det svenska alternativet haha.se. URL:en http://sv.wikipedia.org/wiki/URL-förkortare kan förkortas till exempelvis http://bit.ly/efkGAA, http://goo.gl/L9FtL eller https://haha.se/irxi. Syftet med URL-förkortare är dels att kunna skicka länkar genom meddelandeformat som SMS eller Twitter som har viss maxlängd, dels att minska risken att en URL som innehåller specialtecken förvanskas, dels att göra det lättare att memorera en URL.
URL-förkortare baseras överlag inte på någon reversibel algoritm för att förkorta en lång textsträng, utan på att en databas lagrar den långa URL:en och skapar en kort referens till den lagrade informationen. Mekanismen beror därmed helt på att servern som skapat kortformen finns tillgänglig och har kvar den långa adressen i sin databas. Kortformen är oftast helt enkelt ett nummer skrivet med talbasen 64, enligt systemet base64.
Vissa URL-förkortare erbjuder även anpassade kortformer, så att användaren själv kan bestämma kortformen och då göra det ännu enklare att komma ihåg webbadressen som förkortas. URL:en http://sv.wikipedia.org/wiki/URL-förkortare kan förkortas till exempelvis http://bit.ly/url-förkortare och detta blir då enkelt att komma ihåg, går snabbt att skriva, och passar bra i till exempel SMS.